# Самовольно-Ивановка
Самовольно-Ивановка — село в Алексеевском районе Самарской области России. Входит в состав сельского поселения Летниково.

## География
Село находится в юго-восточной части Самарской области, в пределах возвышенности Общий Сырт, в степной зоне, на левом берегу реки Чапаевки, на расстоянии примерно 25 километров (по прямой) к западу-юго-западу (WSW) от села Алексеевки, административного центра района. Абсолютная высота — 83 метра над уровнем моря.
Часовой пояс
Село Самовольно-Ивановка, как и вся Самарская область, находится в часовой зоне МСК+1. Смещение применяемого времени относительно UTC составляет +4:00.

## Население
| 1986 | 2002 | 2010 | 2014 | 2015 |
| ---- | ---- | ---- | ---- | ---- |
| 619  | ↘588 | ↗593 | ↘550 | ↘548 |

Половой состав
По данным Всероссийской переписи населения 2010 года в гендерной структуре населения мужчины составляли 49,2 %, женщины — соответственно 50,8 %.
Национальный состав
Согласно результатам переписи 2002 года, в национальной структуре населения русские составляли 96 % из 588 чел.